# Lamponella brookfield
Lamponella brookfield là một loài nhện trong họ Lamponidae. Loài này được phát hiện ở Queensland.